# Бустрём, Эрик Густав
Эрик-Густав-Бернхард Бустрём (швед. Erik Gustaf Bernhard Boström; 11 февраля 1842, Стокгольм—21 февраля 1907, Стокгольм) — шведский политический и государственный деятель, дважды премьер-министр Швеции (1891—1900) и (1902—1905).

## Биография

### Происхождение и ранние годы
Семья Бустрёма находилась в родственных связях с проповедником Возрождения и основателем лестадианства Ларсом Леви Лестадиусом. Однако его дед, Кристофер Лестадиус, взял фамилию Бострем. Его отец, Эрик Самуэль Бустрём, являлся председателем Стокгольмского окружного суда. Его дядя, Кристофер Якоб Бустрём, был профессором философии в Упсальском университете и оказал значительное влияние на философию Швеции. Его младший брат, Филипп Август Бустрём, был президентом правительства Сёдерманланда, чей сын Воллмар Бустрём стал впоследствии послом в Соединенных Штатах. Его сестра Эбба Бустрём организовала в Уппсале приют «Дом самаритян». Ева фон Бахр, дочь его сестры Элизабет Бустрём, была первым профессором физики в Швеции.
В 1861 году поступил в Уппсальский университет, однако после смерти матери в 1863 году ему пришлось оставить учебу, чтобы управлять родительской собственностью в Остано, поскольку его отец скончался еще раньше — в 1854 году.
Со временем он стал крупным землевладельцем. После женитьбы в 1871 году он стал зятем судьи и министра Людвига Альмквиста.

### Политическая карьера
Начал свою политическую карьеру в январе 1870 г. с избрания в состав провинциального собрания Стокгольма, в состав которого он входил до 1891 г., на протяжении шести лет был его председателем. Кроме того, он являлся членом исполнительного комитета Аграрного общества провинции Стокгольм.
Член Аграрной, позже — Протекционистской партии. Член Второй палаты шведского риксдага (1876—1893). Был активным сторонником политики протекционизма и увеличения оборонных расходов. С 1893 г. до конца жизни в качестве депутата представлял Стокгольм в Первой палате рикстага.
В 1891—1900 гг. занимал пост премьер-министра Швеции. В 1894—1895 гг. одновременно являлся министром финансов. Был первым премьер-министром, не имеющим ни академического образования, ни опыта работы на высших правительственных должностях. Вместе с королем Оскаром II был весьма популярен среди населения. На период его премьерства пришелся рост популярности социал-демократов, выступавших за введение в стране всеобщего избирательного права. Также было принято решение об увеличении числа депутатов парламента.
В его правительственной политике преобладал прагматизм. В 1892 году по его инициативе была проведена частичная реформа системы индельты и возраст военнообязанных Швеции был повышен до 40 лет, а военные сборы теперь проводились в течение 90 дней. Со временем получил хорошую репутацию. Прилагал значительные усилия для сохранения унии с Норвегией. отклонил предложение норвежцев о предоставлении им возможности назначать послов в зарубежные страны. Возможной причиной отставки мог стать его отказ от решения вопроса о Шведско-норвежской унии.
В 1902—1905 годах вновь находился на должности премьер-министра. В этот период было завершено строительство мальмбанана (1903). Однако вследствие обострения кризиса шведско-норвежского союза он подал в отставку.
После ухода с поста премьер-министра в 1905—1907 годах был канцлером Лундского и Уппсальского университетов. В этом качестве он тщетно пытался расторгнуть контракт на преподавательскую деятельность с Бенгтом Лидфорсом, который был не только доцентом ботаники и биологии Лундского университета, но и одним из лидеров социалистического движения.
С 1900 года до конца жизни первым занимал пост председателя Нобелевского Фонда.

### Награды и звания
- Орден Серафимов с бриллиантом
- Большой крест ордена Полярной звезды
- Большой крест ордена Вазы
- Большой крест бельгийского ордена Леопольда I